# Hollandia a 2002. évi téli olimpiai játékokon
Hollandia az egyesült államokbeli Salt Lake Cityben megrendezett 2002. évi téli olimpiai játékok egyik részt vevő nemzete volt. Az országot az olimpián 4 sportágban 27 sportoló képviselte, akik összesen 8 érmet szereztek.

## Érmesek
| Érem  | Versenyző         | Sportág        | Versenyszám    |
| ----- | ----------------- | -------------- | -------------- |
| Arany | Gerard van Velde  | Gyorskorcsolya | Férfi 1000 m   |
| Arany | Jochem Uytdehaage | Gyorskorcsolya | Férfi 5000 m   |
| Arany | Jochem Uytdehaage | Gyorskorcsolya | Férfi 10 000 m |
| Ezüst | Jan Bos           | Gyorskorcsolya | Férfi 1000 m   |
| Ezüst | Jochem Uytdehaage | Gyorskorcsolya | Férfi 1500 m   |
| Ezüst | Gianni Romme      | Gyorskorcsolya | Férfi 10 000 m |
| Ezüst | Renate Groenewold | Gyorskorcsolya | Női 3000 m     |
| Ezüst | Gretha Smit       | Gyorskorcsolya | Női 5000 m     |

## Bob
Férfi
| Versenyző                                              | Versenyszám | 1. futam | 1. futam | 2. futam | 2. futam | 3. futam | 3. futam | 4. futam | 4. futam | Összesítés | Összesítés |
| Versenyző                                              | Versenyszám | Idő      | Hely.    | Idő      | Hely.    | Idő      | Hely.    | Idő      | Hely.    | Idő        | Helyezés   |
| ------------------------------------------------------ | ----------- | -------- | -------- | -------- | -------- | -------- | -------- | -------- | -------- | ---------- | ---------- |
| Arend Glas Marcel Welten                               | Kettes      | 48,26    | 18.      | 48,23    | 19.      | 48,26    | 16.      | 48,33    | 17.      | 3:13,08    | 16.*       |
| Arend Glas Edwin van Calker Timothy Beck Marcel Welten | Négyes      | 47,15    | 16.      | 47,18    | 16.*     | 47,82    | 17.      | 48,23    | 21.      | 3:10,38    | 17.        |

Női
| Versenyző                       | Versenyszám | 1. futam | 1. futam | 2. futam | 2. futam | Összesítés | Összesítés |
| Versenyző                       | Versenyszám | Idő      | Hely.    | Idő      | Hely.    | Idő        | Helyezés   |
| ------------------------------- | ----------- | -------- | -------- | -------- | -------- | ---------- | ---------- |
| Ilse Broeders Jeanette Pennings | Kettes      | 49,70    | 9.       | 49,67    | 9.       | 1:39,37    | 10.        |
| Eline Jurg Nannet Kiemel        | Kettes      | 49,64    | 7.       | 49,54    | 6.       | 1:39,18    | 6.         |

* - egy másik csapattal azonos eredményt ért el

## Gyorskorcsolya
Férfi
| Versenyző         | Versenyszám | 1. futam | 1. futam | 2. futam | 2. futam | Eredmény | Helyezés |
| Versenyző         | Versenyszám | Idő      | Hely.    | Idő      | Hely.    | Eredmény | Helyezés |
| ----------------- | ----------- | -------- | -------- | -------- | -------- | -------- | -------- |
| Jan Bos           | 500 m       | 35,14    | 12.      | 34,72    | 3.       | 69,86    | 9.       |
| Jan Bos           | 1000 m      |          |          |          |          | 1:07,53  |          |
| Jan Bos           | 1500 m      |          |          |          |          | 1:45,63  | 7.       |
| Bob de Jong       | 5000 m      |          |          |          |          | 6:43,97  | 30.      |
| Bob de Jong       | 10 000 m    |          |          |          |          | 13:48,93 | 15.      |
| Ids Postma        | 500 m       | 36,41    | 29.      | 36,08    | 32.      | 72,49    | 27.      |
| Ids Postma        | 1000 m      |          |          |          |          | 1:09,15  | 17.      |
| Ids Postma        | 1500 m      |          |          |          |          | 1:45,41  | 5.       |
| Rintje Ritsma     | 1500 m      |          |          |          |          | 1:45,86  | 9.       |
| Gianni Romme      | 10 000 m    |          |          |          |          | 13:10,03 |          |
| Jochem Uytdehaage | 1500 m      |          |          |          |          | 1:44,57  |          |
| Jochem Uytdehaage | 5000 m      |          |          |          |          | 6:14,66  |          |
| Jochem Uytdehaage | 10 000 m    |          |          |          |          | 12:58,92 |          |
| Gerard van Velde  | 500 m       | 34,72    | 4.       | 34,77    | 4.       | 69,49    | 4.       |
| Gerard van Velde  | 1000 m      |          |          |          |          | 1:07,18  |          |
| Carl Verheijen    | 5000 m      |          |          |          |          | 6:24,71  | 6.       |
| Erben Wennemars   | 500 m       | 35,00    | 8.*      | 34,89    | 11.      | 69,89    | 10.      |
| Erben Wennemars   | 1000 m      |          |          |          |          | 1:07,95  | 5.       |

Női
| Versenyző         | Versenyszám | 1. futam | 1. futam | 2. futam | 2. futam | Eredmény      | Helyezés      |
| Versenyző         | Versenyszám | Idő      | Hely.    | Idő      | Hely.    | Eredmény      | Helyezés      |
| ----------------- | ----------- | -------- | -------- | -------- | -------- | ------------- | ------------- |
| Tonny de Jong     | 1500 m      |          |          |          |          | 1:56,02       | 7.            |
| Tonny de Jong     | 3000 m      |          |          |          |          | 4:00,49       | 5.            |
| Tonny de Jong     | 5000 m      |          |          |          |          | 7:01,17       | 7.            |
| Andrea Nuyt       | 500 m       | 37,54    | 3.       | 37,83    | 5.       | 75,37         | 4.            |
| Andrea Nuyt       | 1000 m      |          |          |          |          | 1:14,65       | 8.            |
| Renate Groenewold | 1500 m      |          |          |          |          | nem ért célba | nem ért célba |
| Renate Groenewold | 3000 m      |          |          |          |          | 3:58,94       |               |
| Gretha Smit       | 3000 m      |          |          |          |          | 4:07,41       | 11.           |
| Gretha Smit       | 5000 m      |          |          |          |          | 6:49,22       |               |
| Annamarie Thomas  | 1000 m      |          |          |          |          | 1:15,20       | 15.           |
| Annamarie Thomas  | 1500 m      |          |          |          |          | 1:56,45       | 11.           |
| Marianne Timmer   | 500 m       | 38,30    | 13.      | 37,87    | 6.*      | 76,17         | 8.            |
| Marianne Timmer   | 1000 m      |          |          |          |          | 1:14,45       | 4.            |
| Marianne Timmer   | 1500 m      |          |          |          |          | 1:59,60       | 21.           |
| Marja Vis         | 5000 m      |          |          |          |          | 7:19,08       | 13.           |
| Marieke Wijsman   | 500 m       | 38,31    | 14.*     | 38,79    | 20.      | 77,10         | 17.           |
| Marieke Wijsman   | 1000 m      |          |          |          |          | 1:16,48       | 18.*          |

* - egy másik versenyzővel azonos eredményt ért el

## Rövidpályás gyorskorcsolya
Férfi
| Versenyző       | Versenyszám | Előfutam | Előfutam | Negyeddöntő | Negyeddöntő | Elődöntő | Elődöntő | B döntő  | B döntő | Döntő   | Döntő   | Helyezés |
| Versenyző       | Versenyszám | Idő      | Hely.    | Idő         | Hely.       | Idő      | Hely.    | Idő      | Hely.   | Idő     | Hely.   | Helyezés |
| --------------- | ----------- | -------- | -------- | ----------- | ----------- | -------- | -------- | -------- | ------- | ------- | ------- | -------- |
| Cees Juffermans | 500 m       | 43,253   | 3.       | kiesett     | kiesett     | kiesett  | kiesett  | kiesett  | kiesett | kiesett | kiesett | 20.      |
| Cees Juffermans | 1000 m      | 1:29,249 | 3.       | kiesett     | kiesett     | kiesett  | kiesett  | kiesett  | kiesett | kiesett | kiesett | 18.      |
| Cees Juffermans | 1500 m      | 2:20,397 | 2.       |             |             | 2:21,726 | 3.       | 2:27,611 | 3.      |         |         | 8.       |

## Snowboard
Parallel giant slalom
| Versenyző           | Versenyszám | Selejtező | Selejtező | Nyolcaddöntő      | Negyeddöntő       | Elődöntő          | Döntő             | Helyezés |
| Versenyző           | Versenyszám | Idő       | Hely.     | Ellenfél Eredmény | Ellenfél Eredmény | Ellenfél Eredmény | Ellenfél Eredmény | Helyezés |
| ------------------- | ----------- | --------- | --------- | ----------------- | ----------------- | ----------------- | ----------------- | -------- |
| Nicolien Sauerbreij | Női         | 44,71     | 24.       | kiesett           | kiesett           | kiesett           | kiesett           | 24.      |